# NGC 1526
NGC 1526 é uma galáxia espiral barrada (SBbc) localizada na direcção da constelação de Reticulum. Possui uma declinação de -65° 50' 24" e uma ascensão recta de 4 horas, 05 minutos e 12,3 segundos.
A galáxia NGC 1526 foi descoberta em 2 de Novembro de 1834 por John Herschel.